# 帕蘭達縣

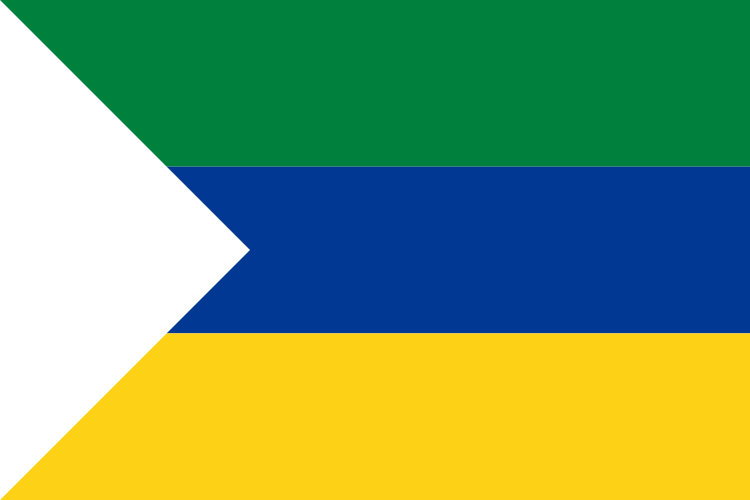
帕蘭達縣的旗帜

4°39′S 79°8′W / 4.650°S 79.133°W
帕蘭達縣（西班牙語：Cantón Palanda），是厄瓜多爾的縣份，位於該國南部，由薩莫拉-欽奇佩省負責管轄，始建於1997年12月2日，面積1,925平方公里，2001年人口7,066，人口密度每平方公里3.67人。